# Moving Anthropology Student Network
Das Moving Anthropology Student Network („Sich bewegendes Netzwerk von Anthropologie-Studenten“), abgekürzt MASN,  ist ein 2005 gegründetes transnationales Netzwerk für Studierende der Sozialanthropologie und der Kulturanthropologie (gleichbedeutend mit der Ethnologie: Völkerkunde). Der bewegte Aspekt des Namens soll auf die Eigendynamik innerhalb des Netzwerkes hindeuten, die Interaktionsgrundlage ist basisdemokratisch angelegt und das Netzwerk lebt von den Eigeninitiativen der Teilnehmenden. Die Bezeichnung student wird dabei im breiteren Sinne aufgefasst: Im Netzwerk soll der gegenseitige Informationsaustausch von Interessierten, die frei von einer verpflichtenden fachlichen Ausbildung teilnehmen können, sowie von Graduierten und Studierenden der Ethnologie gepflegt werden. Somit bietet die Organisation Raum, um ethnologische Aktivitäten, Erfahrungen, Ideen sowie Informationen grenzüberschreitend miteinander zu teilen und zu diskutieren.
Im Jahre 2009 wurden statistisch über 1650 Teilnehmende aus rund 80 Ländern erfasst; damit gehört das Netzwerk zu den größten ethnologischen Netzwerke dieser Art.
In Großbritannien wird die Ethnologie oder die Ethnosoziologie als social anthropology bezeichnet, in den USA als cultural anthropology.

## Inhalte
Neben den Aktivitäten im World Wide Web kommt es durch Projekte zu Interaktionen. Zentral sind hierbei die transnationalen MASN-Konferenzen, welche im Programm des Netzwerks jährlich in einem anderen Land eingeplant sind. Hier werden Vorträge, Diskussionen, Workshops und Rahmenprogramme von Teilnehmenden veranstaltet. Diese Konferenzen sollen Raum für wissenschaftliche Diskussionen sowie die Vorstellung rezenter Forschungen bieten und ein Bindeglied zwischen der Ausbildung und der Praxis darstellen. Weiterhin werden kritische Ansichten über die Rolle und den Nutzen der Anthropologie in Gesellschaften ausgetauscht, und in dieser Hinsicht gemeinsam nach Lösungen gesucht.
Konferenzen wurden 2005 in Österreich, 2006 in Kroatien, 2007 und 2010 in Polen, 2007 in Deutschland, 2008 in Italien und Slowenien sowie 2010 in Irland abgehalten.
Durch den offenen und dynamischen Charakter des Moving Anthropology Student Networks und durch seine Reputation seriöse Projekte zu organisieren, bekam es von der European Association of Social Anthropologists (EASA) das Angebot, sich ihnen als Studierendenverband anzuhängen. Eine solche Einbettung in eine anthropologische Institution hätte die Schaffung zentralisierter Verwaltungsstrukturen erforderlich gemacht. MASN wird jedoch seit seiner Gründung basisdemokratisch durch freiwillige Motivation und Eigeninitiativen der Teilnehmenden getragen. Wegen der Bedenken, dass durch zentralisierte Verwaltungsstrukturen die spontanen und vielseitigen Interaktionen gemindert würden, kam die Einbettung nicht zustande. Jedoch entstanden Projektpartnerschaften und eine gegenseitige Unterstützung bei Konferenzen, wie die 6.MASN Konferenz (19.–24. August 2008) in Osilnic/Slowenien mit der 10.EASA Konferenz (26.–30. August 2008) in Ljubljana/Slowenien. Sowie die 8.MASN Konferenz (20.–22. August 2010) mit der 11.EASA Konferenz (24.–27. August 2010) in Maynooth/Irland.

## Geschichte

### MASN
Zur Entstehung von MASN verhalf die Aufmerksamkeit von zwei kultur- und sozialanthropologischen Studierenden der Universität Wien. Sie erfuhren im Rahmen der 8. EASA Konferenz (8.–12. September 2004) von 'Roaming Anthropology'.
Dieses Netzwerk von Studierenden der Anthropologie und Ethnologie aus Bosnien und Herzegowina, Kroatien, Makedonien, Montenegro, Serbien und Slowenien, organisierte transnationale Konferenzen.
Weiterhin kamen sie in Kontakt mit dem jährlich im deutschsprachigen Raum stattfindenden „Ethnologiesymposium der Studierenden“ und weiteren kleinen transnationalen Seminaren wie die „Mediterranean Ethnological Summer School“ (MESS).
Mit dem Willen ein transnationales Netzwerk für Anthropologiestudierende zu bilden organisierten die zwei Impulsgeber mit weiteren Wiener Studierenden dafür eine Koordinierungsversammlung. Dadurch trafen sich rund 20 Studierende aus sechs europäischen Ländern vom 4. bis 6. Februar 2005 in Wien. Ergebnis dieser Koordinierungsversammlung war die Gründung des transnationalen Netzwerkes MASN – Moving Anthropology Student Network. Damit entstanden bestimmte Bestrebungen für Moving Anthropology Student Network:
- Bildung kommunikativer Strukturen: Schaffung eines Netzwerkes, um Informationen auszusenden. Dies ermöglicht den Austausch von Mitteilungen in verschiedenen Ländern, Instituten und unter 'Studierenden'. Platz für Diskussionen, welche nicht mehr an Raum und Zeit gebunden sein müssen.
- Planung von Konferenzen und Versammlungen: Neben dem virtuellen Austausch werden Versammlungen organisiert. Dabei kommen Studierende aus verschiedenen Regionen der Welt zusammen, um Vorträge und Werkstätten zu halten, Diskussionen zu führen und weitere kreative Aktivitäten zu veranstalten. Dieser Rahmen bietet den direkten Austausch von anthropologischen Erfahrungen und Wissen.

Die erste MASN Konferenz fand vom 3. bis 6. November 2005 in Ottenstein, Niederösterreich statt. Eine Wiener MASN-Gruppe sorgte für die Organisation und Versorgung. Der Impuls der viertägigen Konferenz zum Thema Connecting Europe – Transcending Borders mit teilnehmenden und vortragenden Studierenden aus zehn verschiedenen europäischen Ländern, verleitete dazu weitere Konferenzen zu organisieren.

### MASN-Austria
Parallel kam es im Entstehungsprozess von MASN auch in Wien zur Gründung des Vereins Moving Anthropology Social Network Austria (MASN-Austria), ein Kultur- und Sozialanthropologisches Kompetenzzentrum und Vernetzungsbüro. Dies ist eine weitere Initiative von den in Österreich lokalisierten MASN-Akteure, welche auch die grundsteinlegende Koordinierungsversammlung und die erste MASN Konferenz organisierten. MASN-Austria arbeitet seit dem an Zukunftsperspektiven für sozial- und kulturanthropologisches Arbeiten, an der Verwirklichung transnationaler Projekte sowie gesellschaftskritische und innovative Impulse wie Initiativen zu setzen, die über das Betätigungsfeld der etablierten wissenschaftlichen Institutionen hinausgehen.

## Projekte

### MASN-Konferenzen
- 1. Konferenz: Connecting Europe – Transcending Borders. 3. bis 6. November 2005, Ottenstein in Österreich
- 2. Konferenz: Anthropology in Action. 8. bis 12. November 2006, Opatija in Kroatien
- 3. Konferenz: Acting upon Reality. 18. bis 22. April 2007, Małopolska in Polen
- 4. Konferenz: Exploring Anthropology. 7. bis 11. November 2007, Blaubeuren in Deutschland
- 5. Konferenz: Empowering Anthropology. 4. bis 9. Mai 2008, Siena in Italien
- 6. Konferenz: Borders, Boundaries and Frontiers. 19. bis 24. August 2008, Osilnica in Slowenien
- 7. Konferenz: Ethics and Humand Rights in Anthropological Perspective. 24. bis 28. März 2010, Krzyżowa in Polen
- 8. Konferenz: Anthropological Trajectories. 20. bis 22. August 2010, Maynooth in Irland
- 9. Konferenz: What are we doing? Multiple roles, uses and influences of anthropology in contemporary society. 2. bis 6. Mai 2011 Ludbreg in Kroatien
- 10. Konferenz: Being Consciousness – From Knowledge and Knowing to Consciousness. 6. bis 10. Juni 2012, Kautzen in Niederösterreich

MASN-Germany veröffentlichte einen Reader zur vierten MASN-Konferenz Exploring Anthropology, die 2007 in Blaubeuren in Deutschland stattfand.

### MASN-Austria Projekte
Neben den transnationalen Konferenzen kommt es auch im kleineren Rahmen oder regional zu Aktivitäten. So fanden noch weitere vier Koordinierungsversammlungen statt. Regionale MASN-Zentren, wie zum Beispiel MASN-Austria, entstanden, welche regelmäßig Veranstaltungen beziehungsweise Zusammenkünfte organisieren und Projekte durchführen sowie unterstützen.
- Talking Anthropology ist eine in Wien monatlich stattfindende Diskussionsrunde, in der anthropologische Projekte, Arbeiten, aktuelle Themen, Aktionen und Forschungen vorgestellt werden.[9]
- Podcast Talking Anthropology ist eine über das World Wide Web erreichbare Sendereihe aktueller anthropologischer Gespräche zu diversen Berufsfeldern, Forschungs- und Themenbereichen. Dazu werden auch Mitschnitte aus Diskussionen, Tagungen und weiteren, aktuellen Veranstaltungen veröffentlicht.[10]
- ETHNOCINECA (Ethnographic and Documentary Filmfest Vienna) stellt eine in Wien einzigartige Filmwerkschau zur Auseinandersetzung mit kultur- und sozialanthropologischen Themen dar. Das ethnographische Filmfestival wird jährlich unentgeltlich von Studierenden der Kultur- und Sozialanthropologie über den Verein MASN-Austria organisiert. Neben der Filmwerkschau organisiert die Ethnocineca auch einen monatlichen Filmklub, dessen zentrales Anliegen es ist, dem freien Dokumentarfilm Raum für Diskussion und kritische Reflexion zu geben.[11]
- Quell Wasser Festival 2009, das Informations-, Kunst- und Kulturevent für das Lebenselixier Wasser wurde am 26.–28. Juni 2009 in Wien an mehreren Veranstaltungsorten zelebriert. Es ist Teil des Projektes AquaAnthropos, welches sich aus der Europäische Quellwasserkonferenz 2008 und Quell Wasser Festival 2009 zusammensetzt.[12]
- Shah Rukh Khan and Global Bollywood, am 30. September bis 2. Oktober 2010 veranstaltete die Universität Wien in Partnerschaft mit MASN-Austria diese internationale Konferenz über die globale Ausprägung von Shah Rukh Khan und Bollywood.[13]